# المركب (فلم)
المركب فيلم مصري إنتاج عام 2011.

## القصة
تدور أحداث الفيلم في قالب درامى ممزوج بالتشويق حيث نصحبكم خلال الفيلم في رحلة استثنائية مع كل أبطال العمل لنتعرف سوياً ما واجهوه وحدهم في عرض البحر.. وكيف تمكنوا من مواجهته والتضحيات التي قاموا بها من أجل إدراك الحل، أحداث الفيلم حول مجموعة من الفتيات والشباب يقررون قضاء عطلة داخل مركب ويتوجهون به لعرض البحر ومع توالي الأحداث تقع لهم العديد من المفارقات والمواقف تكشف عن الكثير من اسرارهم وعن حياتهم التي يحاولون إخفاءها.

## طاقم التمثيل
- يسرا اللوزي:يارا
- أحمد حاتم:أمير
- فرح يوسف:ليلى
- رامز أمير:محمود
- ريم هلال:نور
- أحمد سعد:مصطفى
- إسلام جمال:هيثم
- رغدة:والدة يارا
- أحمد فؤاد سليم:الريس مهران
- ماجي عادل:شيماء
- محمود سليمان:فوزي مساعد المراكبي
- سامح أبو الغار:فهمي عبد الرحمن والد نور
- سهيلة حسين:والدة نور
- عبد السلام الدهشان:محمد إبراهيم والد ليلى
- وسام هنداوي: شقيق مصطفى
- انتصار حسن:والدة ليلى
- مريم سعيد صالح: أم محمود
- نوران جاد:شقيقة نور
- لالا ياسر:شقيقة أمير
- مجدي شكري:زوج أم يارا
- مهجة عبد الرحمن:والدة مساعد المراكبي
- هبة سمير:خطيبة شقيق مصطفى
- ماجد عبد العظيم:دكتور الجامعة
- أحمد هيبة:سعيد عسكري المارينا
- حازم سمير:ضيف شرف ضابط الشرطة

## روابط خارجية
- مقالات تستعمل روابط فنية بلا صلة مع ويكي بيانات